# جاك بورتلاند
جاك بورتلاند هو لاعب هوكي الجليد كندي، ولد في 30 يوليو 1912 في Waubaushene ‏ في كندا، وتوفي في 22 أغسطس 1996.

## وصلات خارجية
- جاك بورتلاند على موقع دوري الهوكي الوطني (الإنجليزية)
- جاك بورتلاند على موقع EliteProspects.com (الإنجليزية)
- جاك بورتلاند على موقع HockeyDB.com (الإنجليزية)
- جاك بورتلاند على موقع Hockey-Reference.com (الإنجليزية)
- جاك بورتلاند على موقع أوليمبيديا (الإنجليزية)